# John M. Parker (Politiker, 1863)

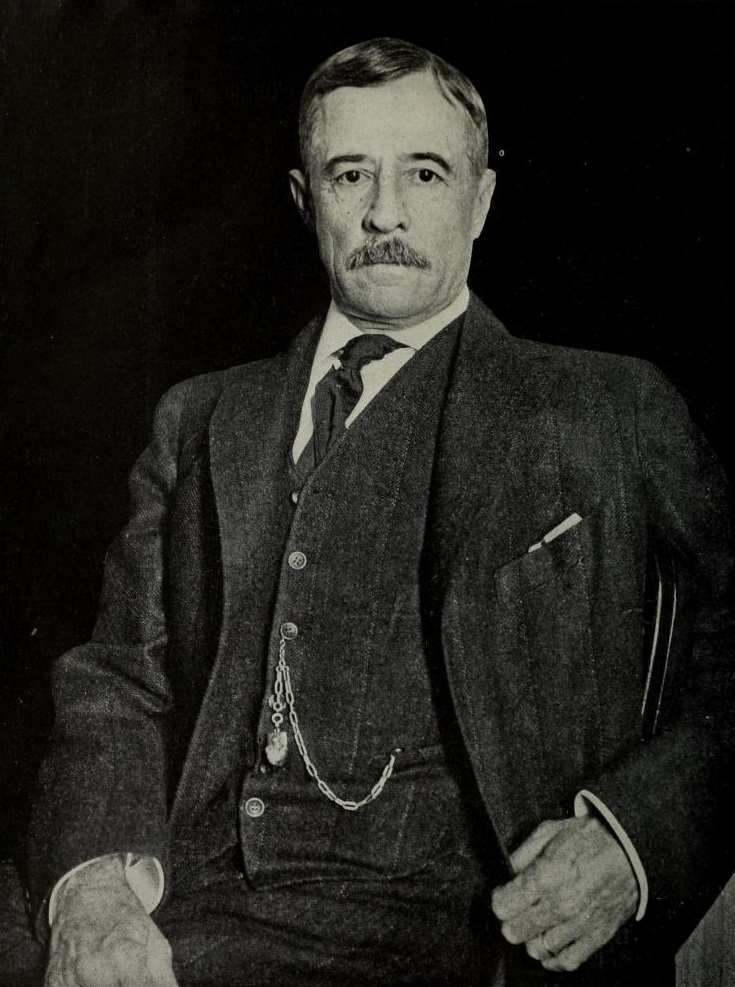
John M. Parker

John Milliken Parker (* 16. März 1863 in Bethel Church, Orleans Parish, Louisiana, jetzt Mississippi; † 22. Mai 1939 in New Orleans, Louisiana) war ein US-amerikanischer Politiker und Baumwollhändler.

## Frühe Jahre und politischer Aufstieg
John Parker besuchte die Chamberlain Hunt Academy, die Belle View Academy und die Eastman Business School. Danach stieg er in das Baumwollgeschäft seines Vaters ein, dessen Leiter er im Jahr 1893 wurde. Schon bald war er Mitglied einiger Handelsvereinigungen und wurde Präsident der Baumwollbörse von New Orleans. Während des Ersten Weltkrieges war er im Auftrag der Bundesregierung Leiter der Lebensmittelverwaltung (Food Administrator) in Louisiana.
Parker schloss sich zunächst der von Theodore Roosevelt gegründeten kurzlebigen Progressiven Partei an. Als deren Kandidat bewarb er sich im Jahr 1916 erfolglos um das Amt des Gouverneurs von Louisiana. Im gleichen Jahr sollte er Kandidat für die Vizepräsidentschaft dieser Partei werden. Dazu kam es aber nicht, weil Roosevelt sich wieder den Republikanern zuwandte und die Partei mehr oder weniger aufgelöst wurde bzw. in der Republikanischen Partei aufging. Parker wurde dann Mitglied der Demokratischen Partei, die ihn im Jahr 1920 als Kandidat für die Gouverneurswahlen nominierte.

## Gouverneur von Louisiana
Nachdem er am 20. April 1920 vom Volk gewählt worden war, konnte Parker am 17. Mai dieses Jahres sein neues Amt antreten. In seiner vierjährigen Amtszeit wurden viele neue Straßen in Louisiana, vor allem im ländlichen Raum gebaut. Dabei handelte es sich noch vorwiegend um Schotterstraßen. Zu dieser Zeit gab es kaum asphaltierte Straßen in diesem Bundesstaat. Gleichzeitig wurde die Louisiana State University aufgebaut. Diese Projekte wurden mit Hilfe von Steuererhöhungen finanziert. Die Farmer erhielten damals staatliche Unterstützung. Im Jahr 1921 wurde eine neue Staatsverfassung für Louisiana verabschiedet.
Ein großes Problem stellten die Umtriebe des Ku-Klux-Klan dar. Der Klan beherrschte einige Teile des Staates und schreckte auch vor Gewalttaten nicht zurück. Der Gouverneur erbat sich Hilfe von der Bundesregierung, um dieses Problem in den Griff zu bekommen. Gouverneur Parker unterstützte auch den Umweltschutz, was in jenen Tagen eher die Ausnahme als die Regel war. Der Gouverneur war auch ein innerparteilicher Gegner des mächtigen Huey Long und dessen Parteiorganisation in New Orleans. Parkers Anstrengungen, das Bildungssystem zu verbessern, blieben allerdings wirkungslos, weil die notwendigen Haushaltsmittel nicht zur Verfügung standen bzw. weil sich Parker aus Spargründen weigerte, den Haushalt entsprechend zu erhöhen. Aufgrund einer Verfassungsklausel durfte er sich im Jahr 1924 nicht zur Wiederwahl stellen. Daher schied er am 19. Mai dieses Jahres aus seinem Amt aus.
Nach dem Ende seiner Gouverneurszeit widmete sich Parker seiner Farm, auf der er experimentelle Landwirtschaftsformen erprobte. Später wurde er zusammen mit den früheren Gouverneuren Jared Y. Sanders und Ruffin Pleasant einer der Hauptgegner von Huey Long. John Parker starb im Mai 1939. Mit seiner Frau Cecile Airey hatte er drei Kinder.